# فدائي (نشيد)
النشيد الوطني الفلسطيني أو السَلام الوَطني الفلسطيني أَو نشيد فدائي من أناشيد الثورة الفلسطينية، اعتُمِد ليكون النشيد الوطني الرسمي للفلسطينيين بقرار من اللجنة التنفيذية لـمنظمة التحرير الفلسطينية سنة 1972 خلفاً لنشيد موطني الذي كان بمثابة النشيد الوطني غير الرسمي للفلسطينيين منذ عقد 1930. قامت حركة فتح بتغيير اسمه من «فدائي» إلى «نشيد الثورة الفلسطينية» في إطار حملتها لتحويل الأسماء الفتحاوية إلى أسماء فلسطينية عامة. صادق عليه مجلس الوزراء الفلسطيني في السلطة الوطنية الفلسطينية سنة 2005 ليصبح النشيد الرسمي لها.

## نبذة تاريخية
كان نشيد "موطني" النشيد الوطني غير الرسمي للفلسطينيين منذ عقد 1930 عندما كانت فلسطين تحت الانتداب البريطاني. وبقي هذا الأمر إلى أن أصبح نشيد «فدائي» مستخدما رسميا في إطار منظمة التحرير الفلسطينية منذ عام 1972 بقرار من اللجنة التنفيذية للمنظمة، ثم في إطار السلطة الوطنية الفلسطينية منذ عام 2005 بقرار من مجلس الوزراء للسلطة بعدما اشترطت إسرائيل عدم استخدام نشيد موطني للجلوس في مفاوضات مع الفلسطينيين. إلا أنه لايزال قطاع واسع من الشعب الفلسطيني يعتبر نشيد «موطني» نشيدا رسميا له. أما اليوم، فيُستخدم «نشيد موطني» رسميا نشيداً وطنياً لجمهورية العراق منذ العام 2003.
استخدمت حركة فتح نشيد «فدائي» في إطار تحويل أسماء مؤسساتها إلى أسماء فلسطينية عامة، وجاء لاستبدال نشيد «العاصفة».
نشيد «فدائي» من تأليف الشاعر الفلسطيني سعيد المزين (فتى الثورة) وتلحين الموسيقار المصري علي إسماعيل عام 1965. أعاد توزيعه الموسيقي أول مرة الموسيقار اليوناني ميكيس ثيودوراكيس عام 1981 في خطوة رمزية منه للتعبير عن التضامن مع الشعب الفلسطيني. ثم أعاد التوزيع الموسيقي للمرة الثانية الملحن الفلسطيني حسين نازك عام 2005.

## نص القصيدة
نص القصيدة:

## وصلات خارجية
- النشيد الوطني الفلسطيني "فدائي" بالتوزيع الموسيقي الجديد على يوتيوب
- نشيد "فدائي" بالأداء الأصلي على يوتيوب